# Sabin Nsanzimana
Sabin Nsanzimana ist ein ruandischer Arzt und seit November 2022 Gesundheitsminister Ruandas.

## Ausbildung und Karriere
Nsanzimana hat einen Master-Abschluss in klinischer Epidemiologie von der University of Rwanda sowie einen Doktortitel in Epidemiologie von der Universität Basel.
Ab 2008 leitete er als Direktor das nationale HIV-Programm für Ruanda und war Abteilungsleiter für HIV/AIDS und Virushepatitis am Institute of HIV Disease Prevention and Control des Rwanda Biomedical Centre (RBC). Ab Juli 2019 wurde er Generaldirektor des RBC und ab Februar 2022 Generaldirektor des Butare University Teaching Hospital in Butare. Im November 2022 wurde er zum Gesundheitsminister Ruandas ernannt. Während seiner Amtszeit kam es Ende September 2024 erstmals zu einem Marburgfieber-Ausbruch in Ruanda.